# Kozia Przełęcz
Kozia Przełęcz, Niżnia Kozia Przełęcz (słow. Kozíe sedlo, niem. Gemsenscharte, węg. Zerge-csorba) – położona na wysokości 2126 m (według wcześniejszych pomiarów 2137 m) wąska przełęcz w długiej wschodniej grani Świnicy, w polskich Tatrach Wysokich, pomiędzy Zamarłą Turnią a Kozimi Czubami leżącymi w masywie Koziego Wierchu. Przełęcz jest dwumetrowej szerokości wrębem między skałami i leży w strefie mylonitów. Przejście przez przełęcz ułatwione jest przez klamry, drabinkę i łańcuchy. Szczególnie znana jest 8-metrowa, stalowa Drabina na Orlej Perci, którą szlak Orlej Perci schodzi na przełęcz ze stoków Zamarłej Turni.
Przełęcz położona na trasie Orlej Perci, dostępna jest także z Doliny Gąsienicowej (z Dolinki Koziej) i Doliny Pięciu Stawów Polskich (Dolinki Pustej). Szlak prowadzi z Dolinki Koziej początkowo ścianą Zamarłej Turni, później żlebem, w którym nawet latem często zalega śnieg na Kozią Przełęcz, następnie schodzi ścianą Kozich Czub do Dolinki Pustej. Przejście ułatwiają łańcuchy założone na wejściu i zejściu.
Pierwsze odnotowane przejście przez Kozią Przełęcz dokonane zostało około 1860 r. przez Szymona Tatara, przewodnika tatrzańskiego, podczas jednej z jego myśliwskich wypraw. Drogą tą poprowadził on ok. 1876 r. Tytusa Chałubińskiego i osoby jemu towarzyszące. Pierwsze zimowe przejście: Józef Lesiecki, Leon Loria, Mariusz Zaruski, Stanisław Zdyb – dnia 1 kwietnia 1911 r. Znaki doprowadzające na przełęcz od Zmarzłego Stawu malował Jakub Wawrytko w 1907 i wszystkie były jeszcze dobrze widoczne w 1926. W 1968 Władysław Midowicz odnalazł jeszcze dwanaście z nich, mimo wcześniejszego zatarcia czarną farbą przez nieznanego znakarza, podczas znakowania szlaku żółtego. Zacierając je ponownie pozostawił jeden z nich, jako pamiątkowy. Droga z Dolinki Pustej na przełęcz została zbudowana przez ks. Walentego Gadowskiego w roku 1911.
Widok z przełęczy jest niezbyt szeroki, ale ciekawy.
Kozia Przełęcz to niebezpieczne przejście. Do 2012 r. miało tutaj miejsce 13 wypadków śmiertelnych.

## Szlaki turystyczne
– znakowana czerwono Orla Perć, biegnąca główną granią. Na odcinku od Zawratu na Kozi Wierch, a więc także przez Kozią Przełęcz, trasa jest jednokierunkowa (wyjątek stanowi krótki dwukierunkowy odcinek pod Kozią Przełęczą)
- Czas przejścia z Zawratu na Kozią Przełęcz: 1:20 h
- Czas przejścia z przełęczy na Kozi Wierch: 1:30 h

 – żółty z rozdroża w Dolince Koziej przez Kozią Przełęcz do Dolinki Pustej i następnie rozdroża w Dolinie Pięciu Stawów Polskich.
- Czas przejścia z Dolinki Koziej na przełęcz: 45 min, ↓ 35 min
- Czas przejścia z przełęczy do niebieskiego szlaku w Dolinie Pięciu Stawów: 1 h, ↑ 1:20 h.

Przejście żółtym szlakiem przez Kozią Przełęcz to bardzo wymagający szlak turystyczny. Po obu stronach przełęczy znajduje się sporo ułatwień w postaci łańcuchów (więcej ułatwień jest od strony Dolinki Pustej, gdzie turyści mają do pomocy klamry i łańcuchy).

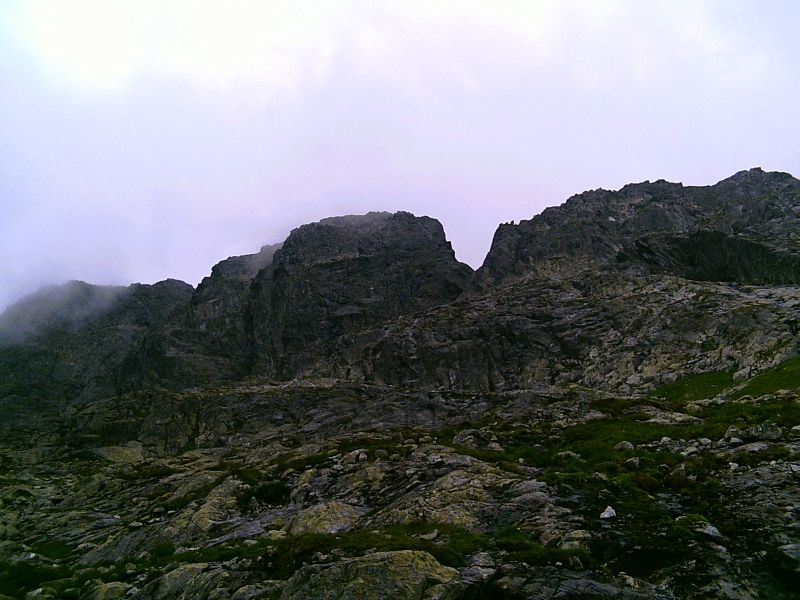
Kozia Przełęcz widoczna z Dolinki Koziej
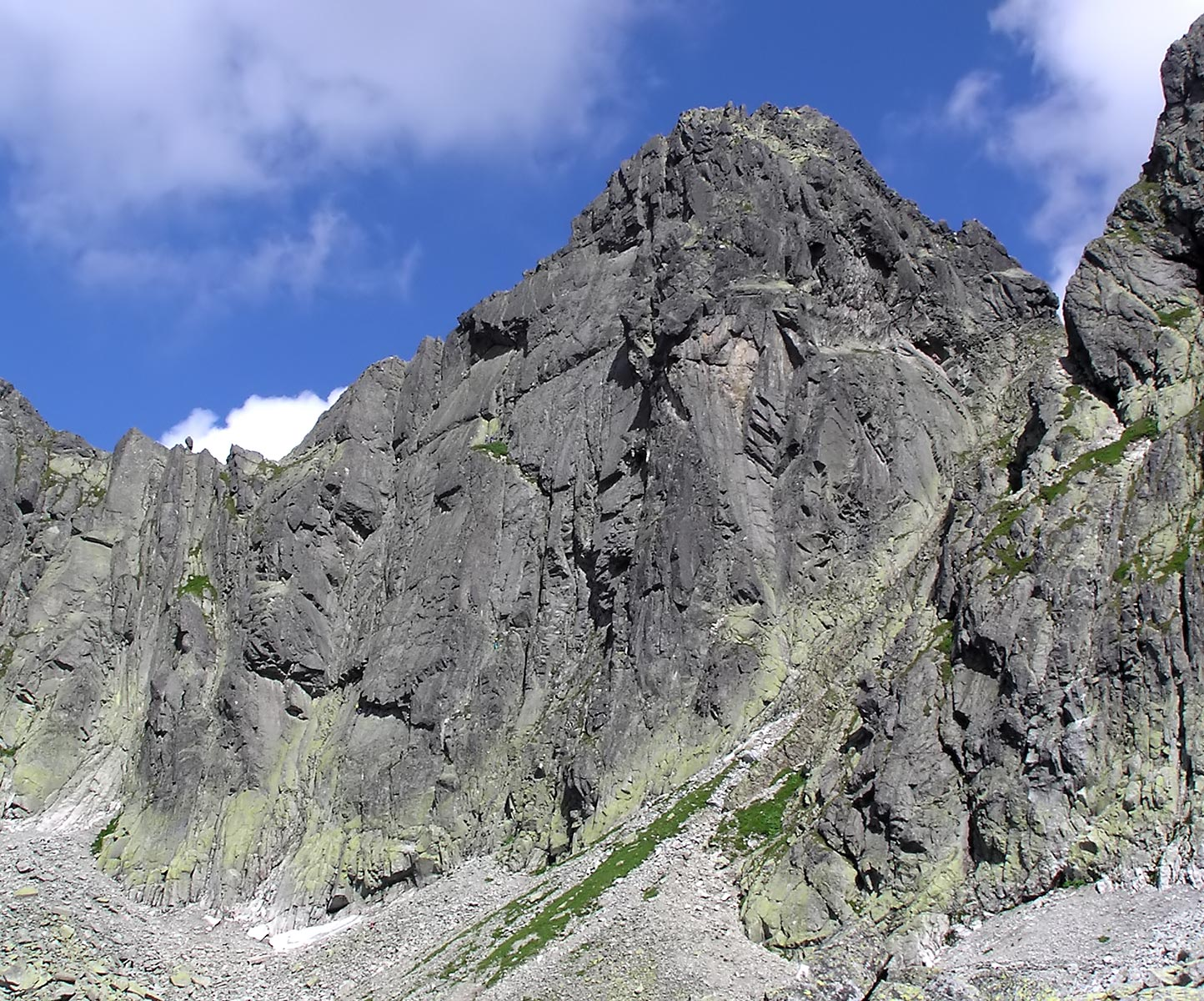
Zmarzła Przełęcz, Zamarła Turnia i Kozia Przełęcz
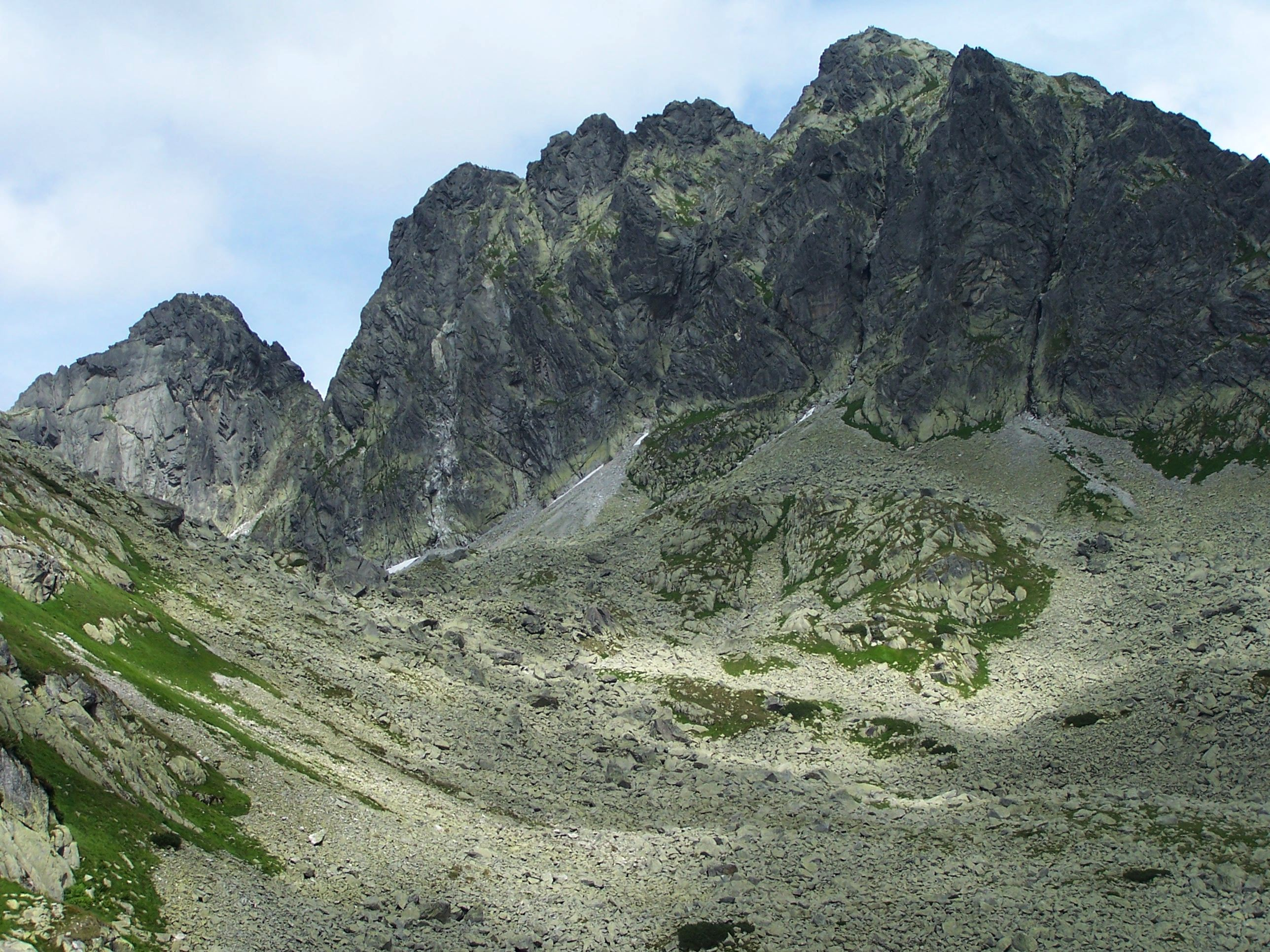
Zamarła Turnia, Kozia Przełęcz, Kozie Czuby, Kozia Przełęcz Wyżnia, Kozi Wierch
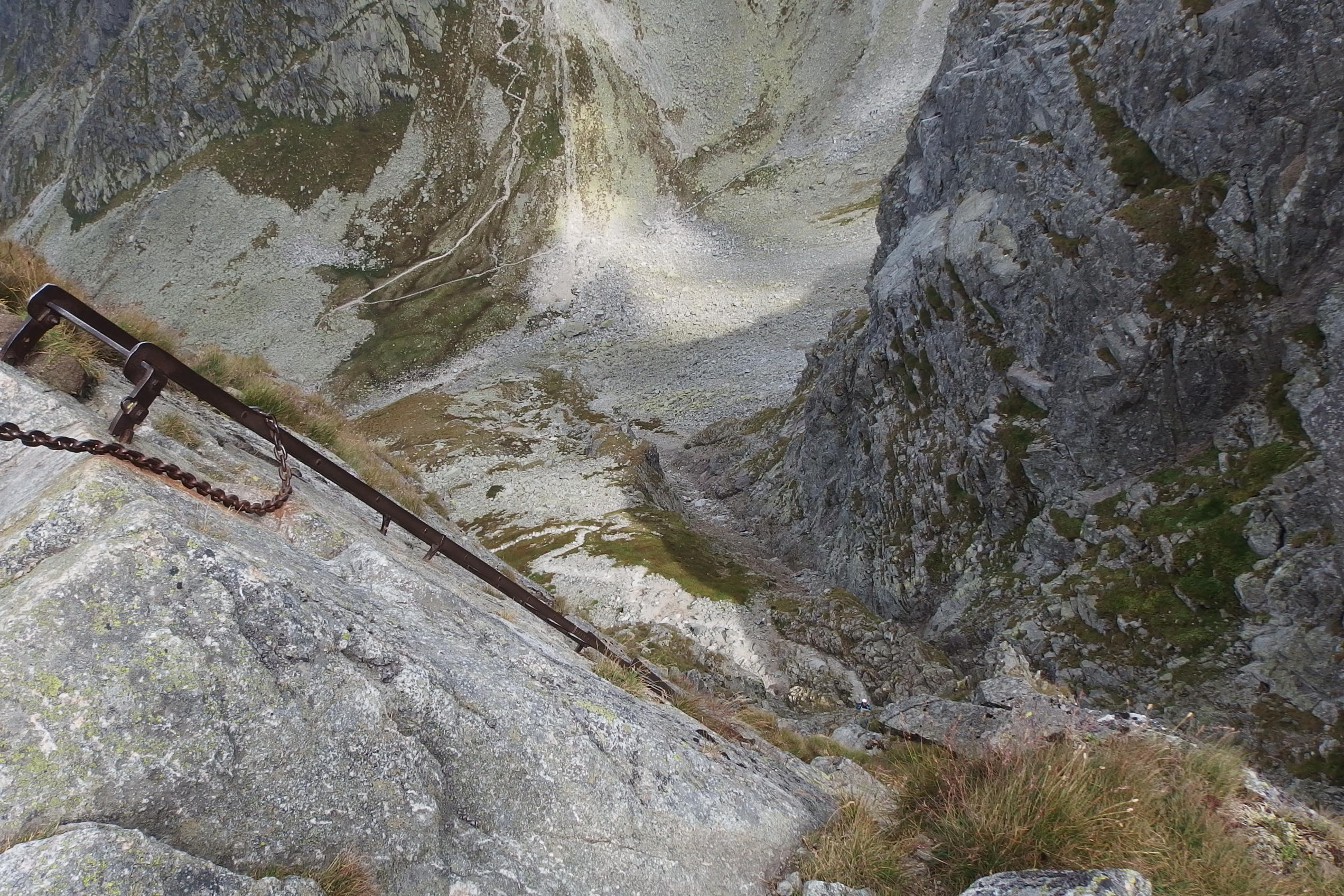
Drabinka na Koziej Przełęczy
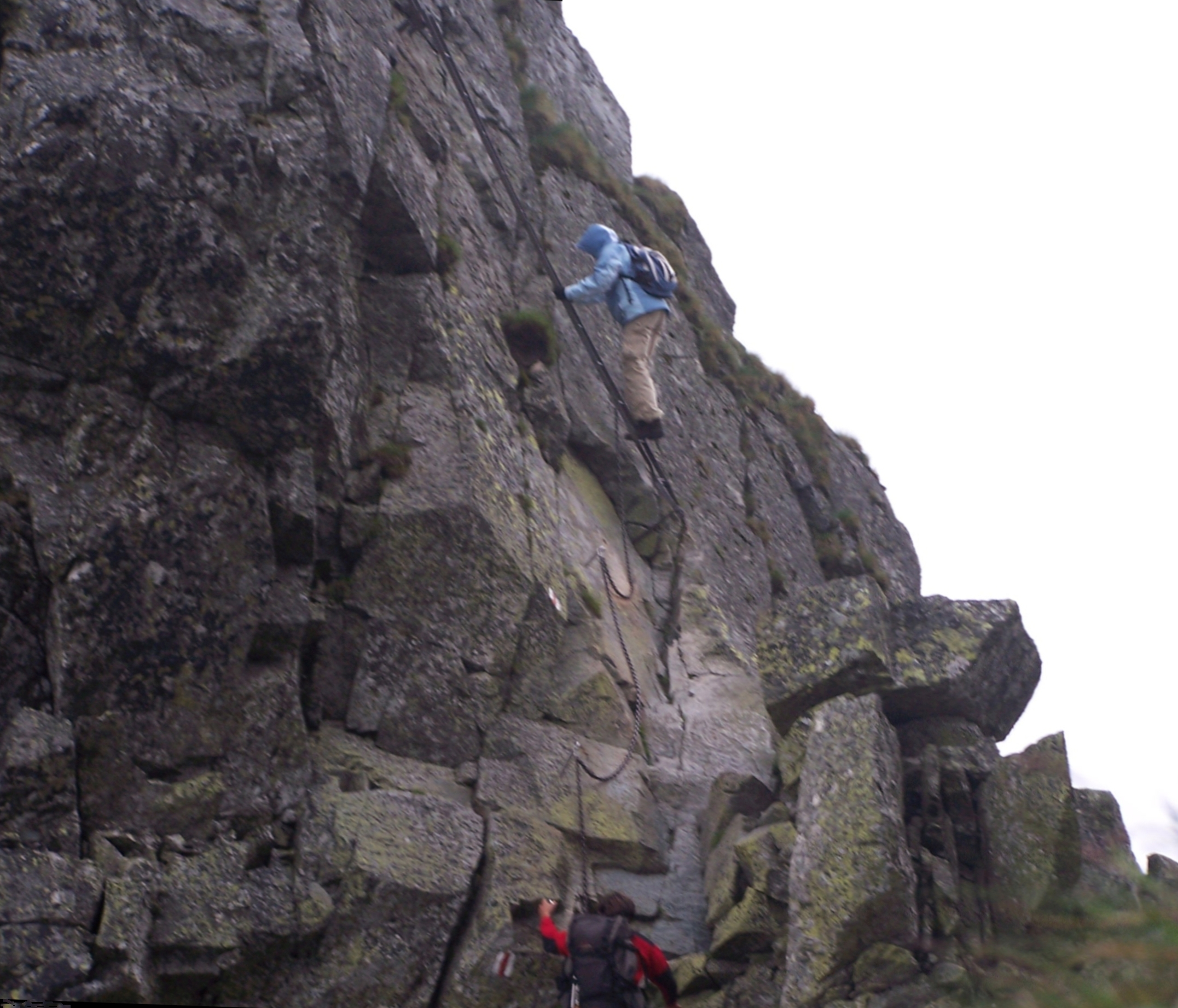
Drabinka na Koziej Przełęczy
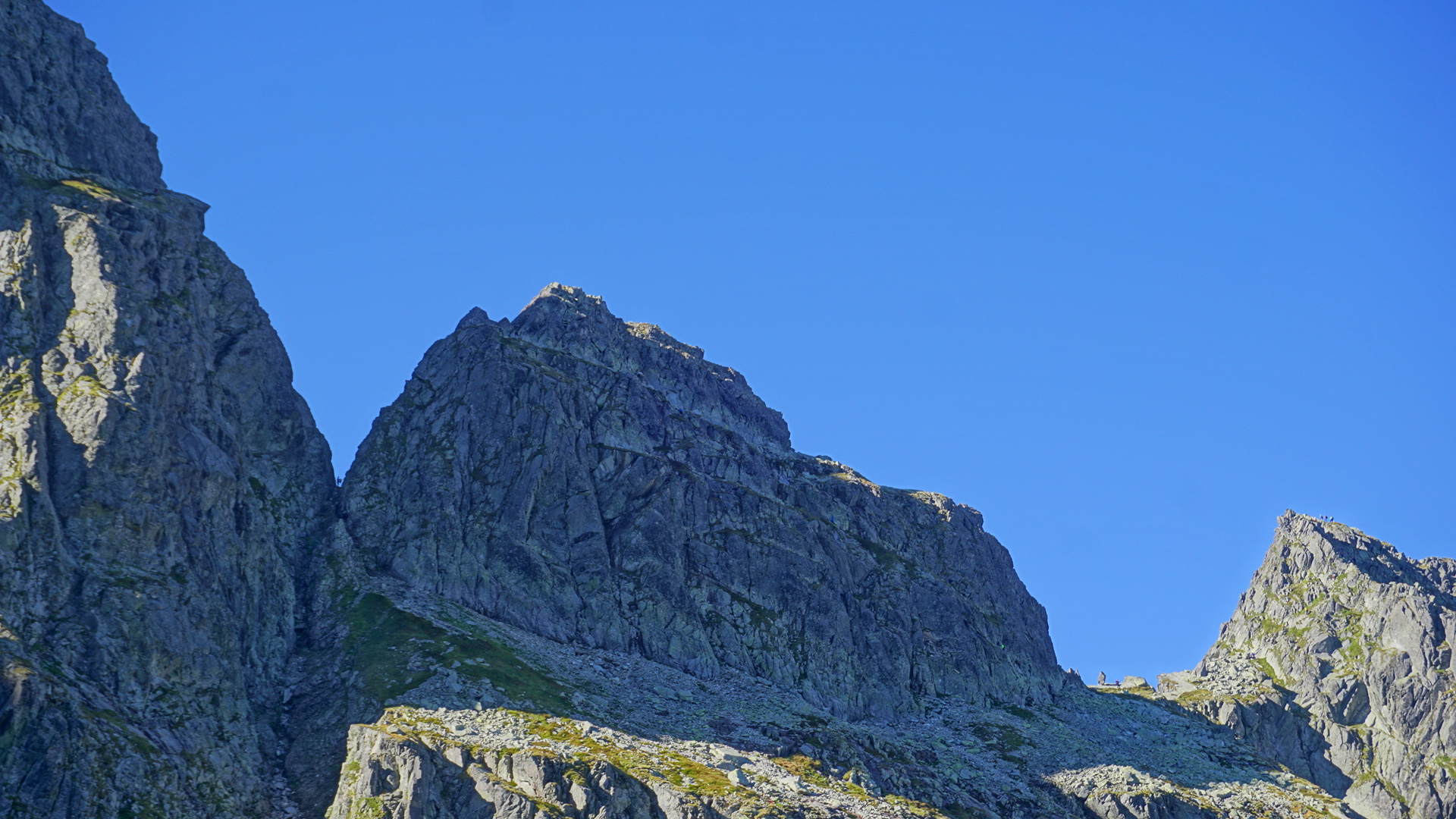
Kozia Przełęcz po lewej